# Лет 93 Јунајтед ерлајнса
Јунајтед ерлајнс, лет 93 био је национални редовни путнички лет, који је био заробљен од стране четири терориста "Ал-Каиде" као део напада 11. септембра. Он је пао у поље у округу Самерсет, Пенсилванија, у време покушаја путника и чланова посаде да врате контролу над авионом. Све 44 особе у авиону су погинуле, укључујући и четири отмичара. Нико на земљи није повређен. Овај авион, Боинг 757-222, свакодневно је летео од међународног аеродрома у Њу Џерсију ка аеродрому у Сан Франциску, Калифорнија. Отмицу лета 93 је водио Зијад Џарах и три терориста. Џарах је рођен у Либану богатој породици и имао је секуларно инситирање.
Привремени споменик је саграђен близу локације удеса убрзо након напада. Конструкција перманентног споменика је почела 10. септембра 2011, и центар за посетиоце од стакла и бетона на оближњем брду је отворен након четири године.
Један од путника на овом лету 11.9.2001. био је Тод Бимер.